# Санта-Крус (Каліфорнія)
Санта-Крус (англ. і ісп. Santa Cruz, [/ˈsæntə ˈkruːz/], букв. «Святий Хрест») — місто в США у штаті Каліфорнія, адміністративний центр та найбільше місто округу Санта-Крус. За переписом 2010 року, населення Санта-Крус складало 59 946 осіб (2010). Розташоване на північному березі затоки Монтерей за 115 км на південь від Сан-Франциско.
2007 року власник місцевого бару, Джесс Авшаломов (англ. Jesse Avshalomov), заснував пивне свято, яке за лічені роки стало Міжнародним днем пива.

## Географія
Санта-Крус розташована за координатами 36°58′28″ пн. ш. 122°2′7″ зх. д. / 36.97444° пн. ш. 122.03528° зх. д. (36.974385, -122.035268).  За даними Бюро перепису населення США в 2010 році місто мало площу 41,00 км², з яких 33,00 км² — суходіл та 8,00 км² — водойми.

### Клімат
| Клімат : Санта-Крус     | Клімат : Санта-Крус | Клімат : Санта-Крус | Клімат : Санта-Крус | Клімат : Санта-Крус | Клімат : Санта-Крус | Клімат : Санта-Крус | Клімат : Санта-Крус | Клімат : Санта-Крус | Клімат : Санта-Крус | Клімат : Санта-Крус | Клімат : Санта-Крус | Клімат : Санта-Крус | Клімат : Санта-Крус |
| Показник                | Січ.                | Лют.                | Бер.                | Квіт.               | Трав.               | Черв.               | Лип.                | Серп.               | Вер.                | Жовт.               | Лист.               | Груд.               | Рік                 |
| Абсолютний максимум, °C | 28,3                | 31,7                | 32,2                | 36,1                | 36,7                | 41,1                | 40,6                | 42,2                | 42,2                | 39,4                | 33,3                | 30,6                | 42,2                |
| Середній максимум, °C   | 15,9                | 16,8                | 18,0                | 19,7                | 21,2                | 22,7                | 23,0                | 23,5                | 23,6                | 21,9                | 18,3                | 15,6                | 20,0                |
| Середня температура, °C | 9,8                 | 10,9                | 11,8                | 13,1                | 14,6                | 16,3                | 17,2                | 17,3                | 17,2                | 15,4                | 12,4                | 10,1                | 13,9                |
| Середній мінімум, °C    | 4,9                 | 5,9                 | 6,7                 | 7,5                 | 9,2                 | 10,8                | 12,1                | 12,2                | 11,4                | 9,4                 | 6,8                 | 4,9                 | 8,5                 |
| Абсолютний мінімум, °C  | −9,4                | −5,6                | −2,2                | −1,7                | −2,2                | 1,1                 | 2,2                 | 3,3                 | −3,3                | −6,7                | −3,3                | −7,2                | −9,4                |
| Норма опадів, мм        | 163                 | 158                 | 119                 | 51                  | 22                  | 5                   | 0                   | 1                   | 7                   | 37                  | 95                  | 144                 | 802                 |
| Днів з опадами          | 10,6                | 10,9                | 10,0                | 5,9                 | 3,3                 | 1,3                 | 0,3                 | 0,7                 | 1,5                 | 3,5                 | 7,5                 | 10,7                | 66,2                |
| ----------------------- | ------------------- | ------------------- | ------------------- | ------------------- | ------------------- | ------------------- | ------------------- | ------------------- | ------------------- | ------------------- | ------------------- | ------------------- | ------------------- |
| Джерело: NOAA           |                     |                     |                     |                     |                     |                     |                     |                     |                     |                     |                     |                     |                     |

## Демографія
Згідно з переписом 2010 року, у місті мешкало 59 946 осіб у 21 657 домогосподарствах у складі 10 005 родин. Густота населення становила 1462 особи/км².  Було 23316 помешкань (569/км²).
Расовий склад населення:
| - 74,5 % — білих - 7,7 % — азіатів - 1,8 % — чорних або афроамериканців - 0,7 % — корінних американців - 0,2 % — вихідців з тихоокеанських островів - 9,5 % — осіб інших рас |

До двох чи більше рас належало 5,7 %. Частка іспаномовних становила 19,4 % від усіх жителів.
За віковим діапазоном населення розподілялося таким чином: 13,7 % — особи молодші 18 років, 77,5 % — особи у віці 18—64 років, 8,8 % — особи у віці 65 років та старші. Медіана віку мешканця становила 29,9 року. На 100 осіб жіночої статі у місті припадало 100,5 чоловіків;  на 100 жінок у віці від 18 років та старших — 99,7 чоловіків також старших 18 років.
Середній дохід на одне домашнє господарство  становив 85 434 долари США (медіана — 62 164), а середній дохід на одну сім'ю — 111 813 долари (медіана — 88 738). Медіана доходів становила 55 599 доларів для чоловіків та 47 500 доларів для жінок. За межею бідності перебувало 23,8 % осіб, у тому числі 14,7 % дітей у віці до 18 років та 7,8 % осіб у віці 65 років та старших.
Цивільне працевлаштоване населення становило 31 179 осіб. Основні галузі зайнятості: освіта, охорона здоров'я та соціальна допомога — 29,6 %, мистецтво, розваги та відпочинок — 15,5 %, науковці, спеціалісти, менеджери — 12,2 %, роздрібна торгівля — 11,4 %.

## Відомі люди

### Народилися

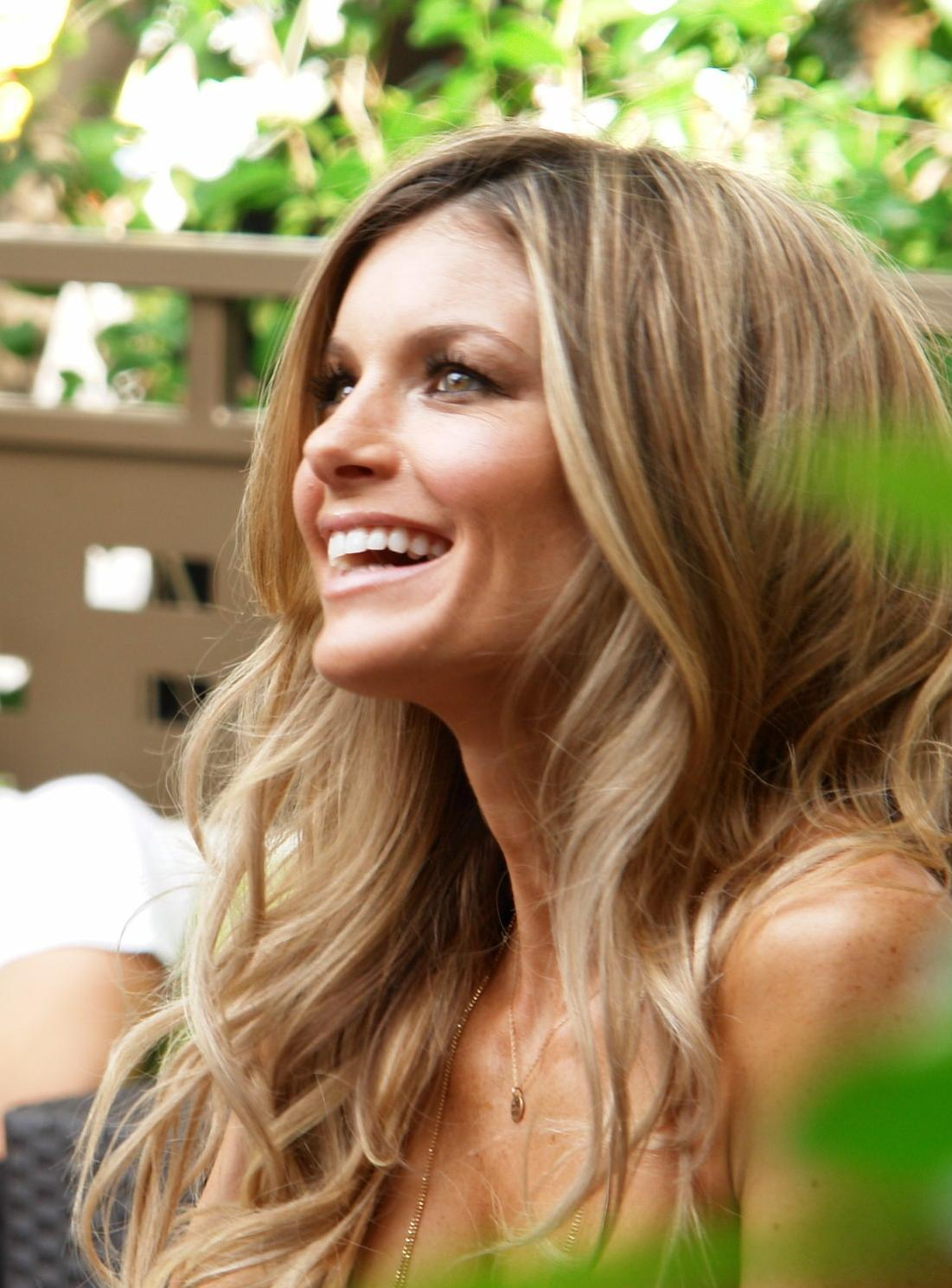
Маріса Міллер

- Беверлі Ґарленд[en] (1926—2008) — акторка і підприємець.
- Адам Скотт (1973) — актор («Квітка», «Таємне життя Волтера Мітті», «Парки та зони відпочинку» та ін.).
- Маріса Міллер (1978) — супермодель, «ангел» Victoria's Secret.
- Енджі Севідж (1981) — порноакторка, володарка премії AVN Awards.
- Кріс Шарма (1981) — один із найсильніших скелелазів світу.

## У масовій культурі
- В університеті Санта-Круса відбуваються події фільму «Блиск слави» 1995 року.

## Міста-побратими
| Країна    | Місто                  |
| Україна   | Алушта                 |
| Нікарагуа | Хінотепе               |
| Венесуела | Пуерто-ла-Крус         |
| Італія    | Сестрі-Леванте         |
| Японія    | Сінґу                  |
| Іспанія   | Санта-Крус-де-Тенерифе |